# The Way of Man
The Way of Man è un cortometraggio muto del 1909 scritto e diretto da David W. Griffith. Il film è interpretato da Arthur V. Johnson, Florence Lawrence e Mary Pickford.

## Trama
Mabel riceve la notizia che Tom, il suo innamorato che era partito per il West in cerca di fortuna, sta per tornare da lei. Un terribile incidente però sembra distruggere la sua felicità quando una lampada esplode, colpendola alla testa e bruciandole il viso.

## Produzione
Il film fu prodotto dalla Biograph Company e venne girato a Edgewater nel New Jersey il 13 maggio e 24 maggio 1909.

## Distribuzione
Distribuito dalla General Film Company, il film - un cortometraggio in una bobina - uscì nelle sale il 28 giugno 1909.
Nel 2006, la pellicola è stata ristampata e distribuita in DVD.